# Breitseite

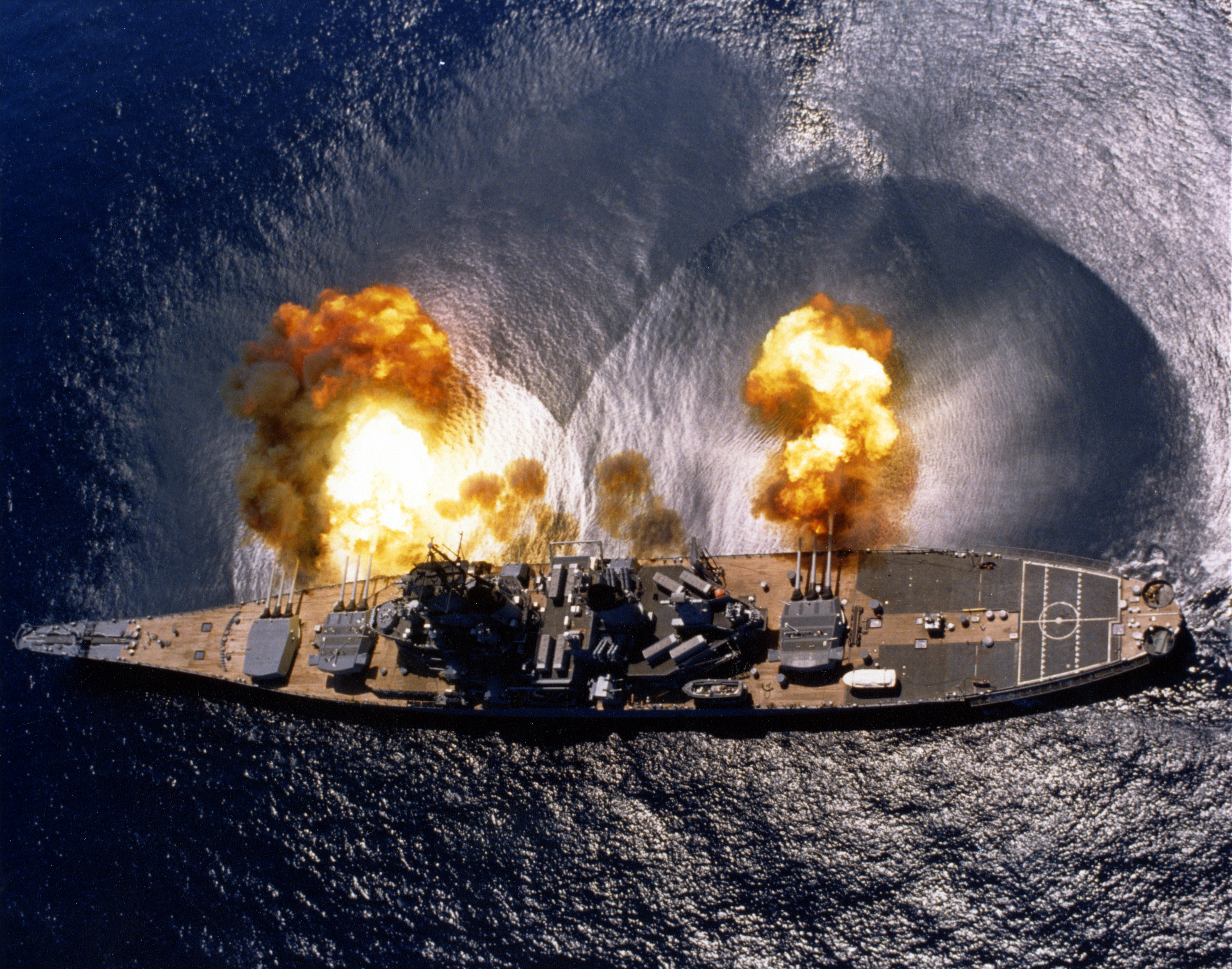
Die Iowa feuert eine 2/3-Breitseite (1984)

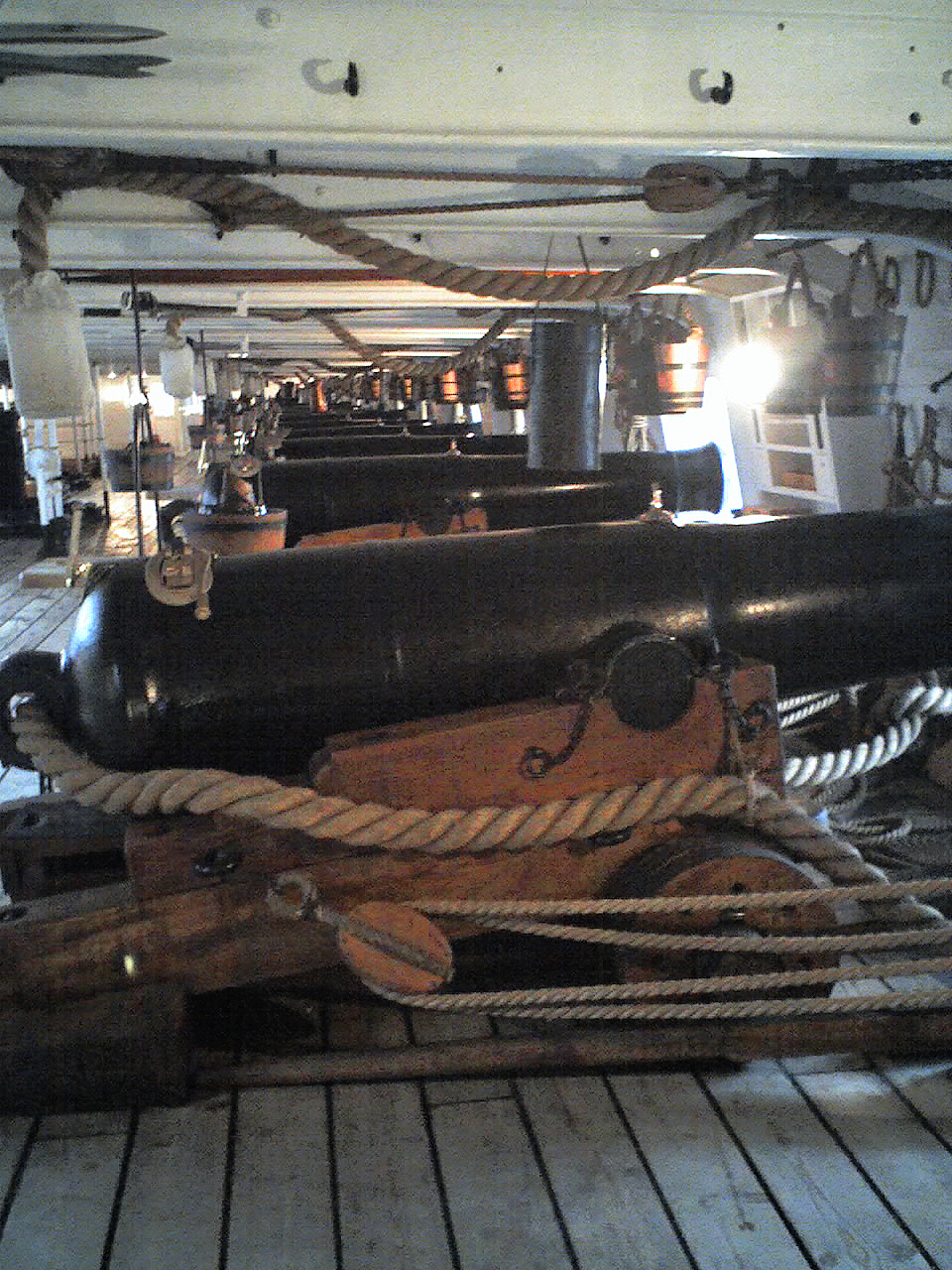
Kanonen einer Breitseite im Schiffsrumpf auf der HMS Warrior

Unter Breitseite versteht man das gemeinsame Abfeuern der Geschütze an einer der beiden Längsseiten eines Kriegsschiffes. Die Breitseite ist das bevorzugte Schussverfahren des Linienschiffes.

## Entwicklung

### Zeit der Galeeren
Während die Schiffe der großen Entdecker schon früher ausschließlich unter Segeln fuhren, waren Kriegsschiffe bis zum Ende des 16. Jahrhunderts mit Rudern angetriebene Galeeren. Das lag hauptsächlich daran, dass sich Schlachten auf See hauptsächlich in Küstennähe abspielten, oder, wie im Mittelmeer, häufig schwierige Windverhältnisse herrschten, die das Manövrieren unter Segeln erschwerten.

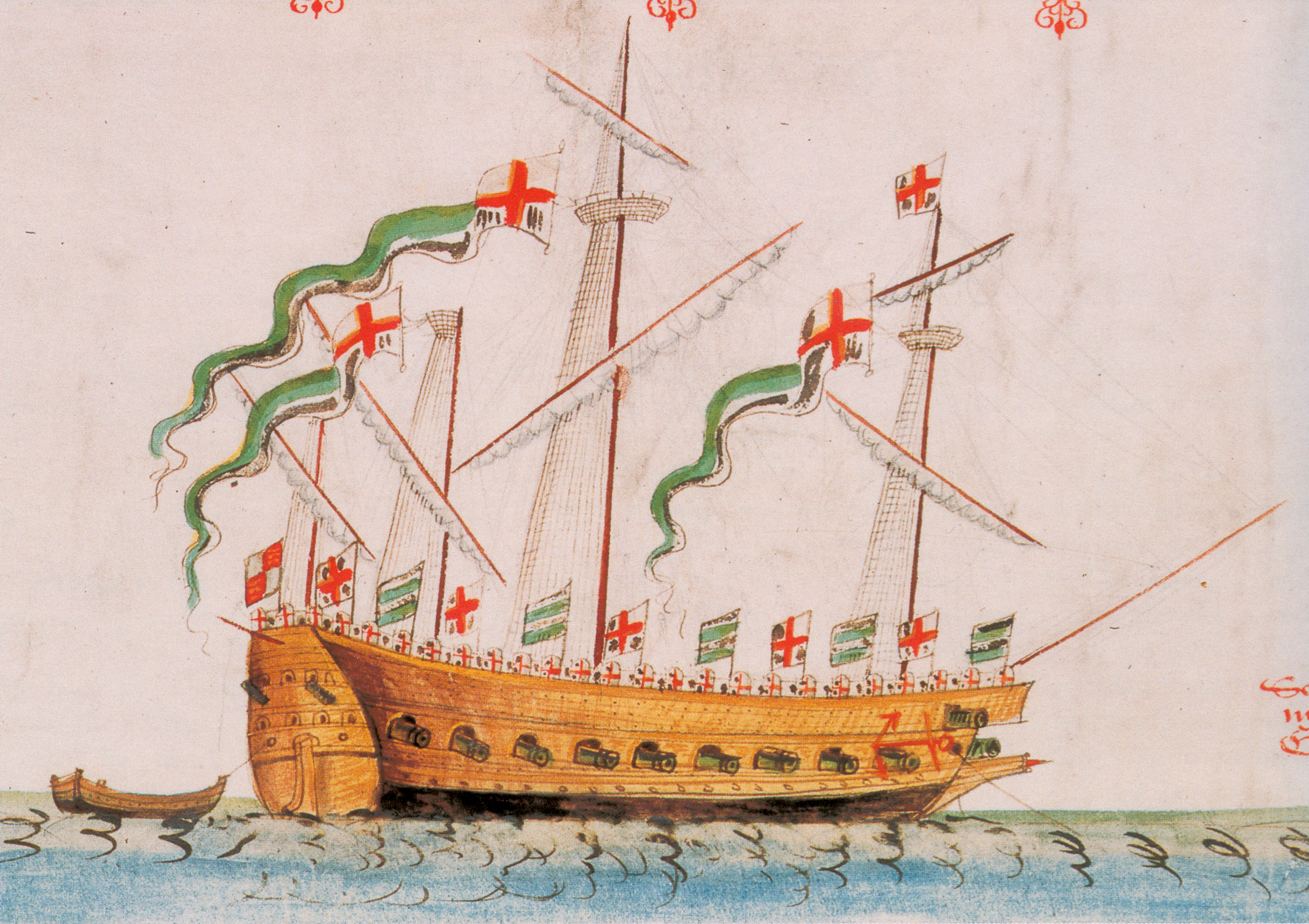
Die Antelope, eine englische Galeasse des 16. Jahrhunderts. Illustration aus der Anthony Roll von 1546

Die Seeschlacht von Lepanto am 7. Oktober 1571 war die letzte große Seeschlacht, bei der auf beiden Seiten hauptsächlich Galeeren eingesetzt wurden. In der Flotte der Heiligen Liga fuhren allerdings schon 6 Galeassen, die mit Geschützen an den Breitseiten bewaffnet waren. Die Bewaffnung der Galeeren bestand aus 1–2 Geschützen am Bug und ebenso am Heck. Deshalb war die ideale Schlachtformation bei Galeerenflotten die Dwarslinie. Bei Galeeren standen wegen der Ruderer die Längsseiten der Schiffsrümpfe nicht im vollen Maße der Bewaffnung zur Verfügung.

### Zeit der Segelschiffe

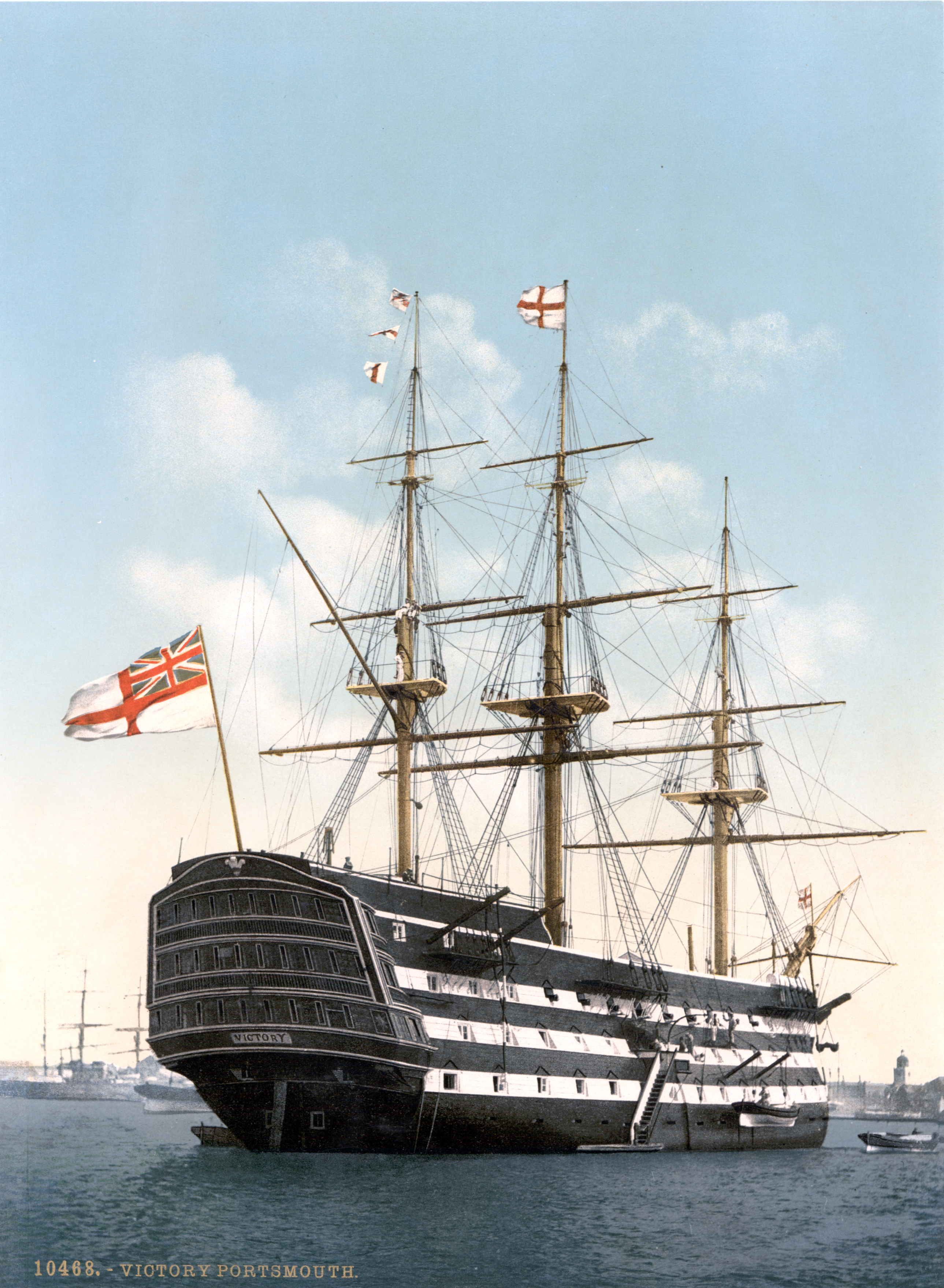
Die Victory in Portsmouth, 1900.

Die Entwicklung des Antriebs im 15. Jahrhundert von einmastigen Rahsegelkoggen zu dreimastigen Karacken mit einer Mischung aus Rahsegeln und Lateinersegeln machte Schiffe wendiger und leichter zu manövrieren.
Mit der Weiterentwicklung der Segelschiffe, die gegen den Wind kreuzen konnten und sie so auch als Kriegsschiffe brauchbar waren, waren die Bordseiten frei und konnten mit Kanonen bestückt werden. Die Kiellinie wurde die ideale Kampfaufstellung der Flotten in der Schlacht. Um die maximale Wirkung zu erzielen, musste ein Linienschiff den Gegner querab bekommen, d. h. seitlich, denn die Kanonen ließen sich nur in einem sehr engen Bereich ausrichten. Die Luvstellung war die bevorzugte Stellung der Flotten und auch von einzelnen Schiffen, denn sie gewährte die taktische Initiative, anzugreifen oder sich zurückzuziehen. In den Rumpf von Schiffen geschnittene Kanonenpforten waren bereits 1501 gängige Praxis. Der Überlieferung nach war der Erfinder ein bretonischer Schiffbauer namens Descharges, aber es ist ebenso wahrscheinlich, dass dies eine allmähliche Anpassung der Ladepforten im Heck von Handelsschiffen war, die bereits seit Jahrhunderten im Einsatz waren.
Anfangs wurden die Kanonenpforten verwendet, um schwere sogenannte Heckjäger zu montieren, die nach achtern zeigten, aber bald wanderten Kanonenpforten an die Seiten der Schiffe. Dies ermöglichte zumindest theoretisch zum ersten Mal in der Geschichte koordinierte Salven aller Kanonen auf einer Seite eines Schiffes. Die Geschütze im 16. Jahrhundert waren in festen Positionen montiert und sollten eher unabhängig als in konzertierten Salven abgefeuert werden. Erst in den 1590er Jahren wurde das Wort „Breitseite“ im Englischen allgemein verwendet, um sich auf Schüsse von der Seite eines Schiffes und nicht auf die Seite des Schiffes selbst zu beziehen.
Die Wirkung auf den Feind bei einer vollen Breitseite war stärker als bei der Summe von Einzelschüssen. Auch war die Rauchentwicklung beim Zielen weniger hinderlich. Es ist allerdings fraglich, ob die Breitseite als gleichzeitiges Abfeuern aller Kanonen oft oder überhaupt durchgeführt wurde, solange die Schiffe noch aus Holz gebaut waren. Laut dem britischen Seefahrt-Historiker Ernle Bradford hätten die aus Holz gebauten Schiffe die enorme Erschütterung durch den Rückstoß so vieler Geschütze nicht lange ausgehalten. So wurden in der Regel die Kanonen nacheinander vom Bug zum Heck abgefeuert.
Die Gefechtsentfernungen waren zur Segelschiffzeit sehr gering, obwohl die Reichweite der Kanonen bis zu 2 km betrug, waren die Trefferaussichten jenseits einiger hundert Meter äußerst gering. Wenn die feindlichen Linien eine Abstand um 300 m hatten, war ein Treffer wegen der Schiffsbewegungen meist ein glücklicher Zufall. Aus diesem Grund näherten sich einige Admiräle ihrem Gegner bis auf 50 m, um so sichere Treffer landen zu können. Um 1800 trainierten die meisten Kommandanten der britischen Marine ihre Geschützbedienungen auf möglichst schnelles Feuern und versuchten, das Gefecht sogar auf wenige 10 Meter Entfernung zu führen, so dass ein Vorbeischießen praktisch unmöglich war.

### Zeit der Dampfschiffe
Nachdem im Laufe des 19. Jahrhunderts, besonders ab dessen Mitte, die ersten Dampfkriegschiffe in Dienst gestellt wurden, die Schiffsgeschütze eine große Verbesserung bezüglich Schussfolge und Zerstörungskraft durch die Einführung von Sprenggranaten erfuhren, bekam die Breitseite eine neue taktische Bedeutung. Die Gefechtsentfernungen hatten sich infolge der größeren Reichweiten bedeutend auf einige tausend Meter erhöht, so dass nicht mehr über Kimme und Korn, sondern nach Schusstabellen gezielt wurde. Durch das Abfeuern möglichst vieler Geschütze eines Kalibers zum selben Zeitpunkt konnte durch die Beobachtung des Einschlages die Ausrichtung der Geschütze zur nächsten Salve verbessert werden, bis die Treffer deckend lagen.
Aber schon als im Zweiten Weltkrieg hauptsächlich Seeschlachten zwischen Flugzeugträgern ausgefochten wurden, hatte der traditionelle Kampf zwischen großen, kanonenbestückten Schiffen an Bedeutung verloren und seit der Einführung von gelenkten Flugkörpern auf Schiffen, spielt die Breitseite heute keine Rolle mehr.

## Übertragene Bedeutung
Der Begriff „Breitseite“ wird auch im übertragenen Sinne verwendet, wenn etwa bei einer Diskussion durch massiven Einsatz von Argumenten oder Einschüchterungen der Gesprächspartner beeindruckt werden soll. Hierbei ist zwischen Argumenten und Einschüchterungen zu unterscheiden: Begründbare Argumente zielen auf die Sache ab, unbegründbare Einschüchterungen auf die Person.